# Chandrayaan-2
Chandrayaan-2 (en sánscrito: चन्द्रयान-२; lit: vehículo lunar pronunciaciónⓘ) es la segunda misión de exploración lunar de la India después de Chandrayaan-1. Desarrollado por la Agencia India de Investigación Espacial (ISRO), la misión fue lanzada el 22 de julio de 2019 a la Luna por un vehículo Geosynchronous Satellite Launch Vehicle (GSLV Mk III). Incluye un orbitador lunar, lander y rover, todos desarrollados por la India.
Programado inicialmente para ser lanzado en abril de 2018, su lanzamiento se aplazó hasta el 22 de julio de 2019, para poder realizar satisfactoriamente unas pruebas finales. Tenía previsto alunizar suavemente un módulo y un rover en una planicie elevada entre los cráteres Manzinus C y Simpelius N, a una latitud de aproximadamente 70° sur. De haber tenido éxito, Chandrayaan-2 hubiese sido la primera misión en alunizar un rover cerca del polo sur de la Luna.
El día 6 de septiembre de 2019 UTC (7 de septiembre en India, IST) el alunizador Vikram estaba programado para hacer contacto con la superficie lunar, lamentablemente, a la altura de 2,1 km, durante el descenso, la sala de control en India perdió total contacto con el aterrizador Vikram. El 2 de diciembre la NASA confirmó con fotos de la zona de impacto en el que el módulo Vikram Lander se estrelló cerca de la zona de alunizaje prevista.
Según ISRO, la misión iba a probar tecnología nueva y realizar nuevos experimentos. El orbitador seguirá transmitiendo datos a la Tierra.

## Lanzamiento
La misión fue lanzada a la Luna desde la segunda plataforma de lanzamiento en el Centro espacial Satish Dhawan el 22 de julio de 2019 a las 2.43 PM IST (09:13 UTC) por un vehículo de lanzamiento de satélite geosíncrono Mark III (GSLV Mk III).  La nave alcanzó la órbita de la Luna el 20 de agosto de 2019 y comenzó las maniobras de posicionamiento orbital para el aterrizaje del módulo de aterrizaje Vikram. Se programó que Vikram y el rover aterrizarían en el lado cercano de la Luna, en la región polar sur a una latitud de aproximadamente 70 ° sur aproximadamente a las 1:50 a. m. del 7 de septiembre de 2019 y realizar experimentos científicos durante un día lunar , que dura dos semanas terrestres. Sin embargo, aproximadamente a la 1:52 a. m. IST, el módulo de aterrizaje se desvió de su trayectoria prevista a unos 2.1 kilómetros (1.3 millas) del aterrizaje y perdió la comunicación. Si bien los informes iniciales sugirieron un accidente , el módulo de aterrizaje fue detectado en la superficie a través de imágenes térmicas y parece intacto. El control de la misión está tratando de establecer contacto con el módulo de aterrizaje. El orbitador, parte de la misión con ocho instrumentos científicos, permanece operativo y continuará su misión de siete años para estudiar la Luna.

## Vikram
Como se dijo, el módulo de aterrizaje Vikram se desvió de su trayectoria y se estrelló contra la superficie lunar. El punto de contacto permaneció indefinido hasta que el centro Goddard de la agencia espacial estadounidense publicó imágenes que el Lunar Reconnaissance Orbiter (LRO) tomó en un sitio en el que se distinguen marcas del impacto y restos dispersos del malogrado dispositivo. Mediante un comunicado, la NASA lanzó una imagen del sitio el 26 de septiembre, invitando al público a compararla con tomas de la misma zona previo al accidente del 7 de septiembre para encontrar señales de la sonda. El primero en llegar con una identificación positiva fue Shanmuga "Shan" Subramanian, un profesional de IT de 33 años de Chennai, India, quien dijo que recibió ayuda de otros usuarios de Twitter y Reddit.

## Historia
El 12 de noviembre de 2007, representantes de la Agencia Espacial Federal Rusa (Roscosmos) y de la ISRO firmaron un acuerdo para que las dos agencias trabajasen juntas en el proyecto Chandrayaan-2. ISRO tendría la responsabilidad principal del orbitador y el rover, mientras que Roscosmos proporcionaría el módulo de aterrizaje.
El Gobierno de la India aprobó la misión en una reunión del gabinete del Consejo de la Unión de Ministros, celebrada el 18 de septiembre de 2008 y presidida por el primer ministro Manmohan Singh. El diseño de la nave espacial se completó en agosto de 2009, y los científicos de ambos países realizaron una revisión conjunta.
Aunque ISRO consiguió reunir la carga útil para Chandrayaan-2 dentro del plazo, la misión se pospuso en enero de 2013 y se volvió a reprogramar para 2016 porque Rusia no le daba tiempo de finalizar el módulo de aterrizaje. Más tarde, Roscosmos se retiró tras el fracaso de la misión de Fobos-Grunt al satélite de Marte, porque los aspectos técnicos relacionados con la misión Fobos-Grunt también se utilizaron en los proyectos lunares, que debían ser revisados. Cuando Rusia mencionó su incapacidad para proporcionar el módulo de aterrizaje incluso en el año 2015, el gobierno indio decidió desarrollar la misión lunar de manera independiente.